# بيل وليامز
بيل وليامز (بالإنجليزية: Bill Williams)‏ (و. 1915 – 1992 م) هو ممثل، وممثل أفلام، وممثل تلفزيوني، من الولايات المتحدة الأمريكية، ولد في بروكلين، توفي في بربانك، كاليفورنيا، عن عمر يناهز 77 عاماً بسبب ورم المخ.

## الخدمة العسكرية
خدم في القوات البرية للولايات المتحدة.

## وصلات خارجية
- بيل وليامز على موقع IMDb (الإنجليزية)
- بيل وليامز على موقع أول موفي (الإنجليزية)
- بيل وليامز على موقع قاعدة بيانات الأفلام السويدية (السويدية)
- بيل وليامز على موقع إن إن دي بي (الإنجليزية)
- بيل وليامز على موقع قاعدة بيانات الفيلم (الإنجليزية)
- بيل وليامز على موقع كينوبويسك (الروسية)